# Apsarasa nigrotarsata
Apsarasa nigrotarsata là một loài bướm đêm trong họ Noctuidae.